# Alberda

Familiewapen van Alberda

Alberda (ook: Alberda van Bloemersma, Alberda van Dijxterhuis, Alberda van Ekenstein, Alberda van Menkema en: Alberda van Rensuma) is een Nederlands adellijk geslacht uit de Groninger Ommelanden.
De stamreeks begint met Bunno Alberda die vermeld wordt in 1443 als hoofdeling op Alberdaheerd bij 't Zandt. Andere takken verbleven op de borg Ekenstein te Tjamsweer, de Menkemaborg te Uithuizen en de Rensumaborg te Uithuizermeeden en voegden op een gegeven moment de naam van de borg als toenaam toe.
Leden van de familie Alberda werden bij Souverein Besluit van 28 augustus 1814 in de Nederlandse adel erkend als edele van Friesland dan wel benoemd in de ridderschap van Groningen waarmee zij het predicaat jonkheer/jonkvrouw verkregen. Later verkreeg een lid de titel baron maar hij stierf ongehuwd en de titel werd niet doorgegeven.

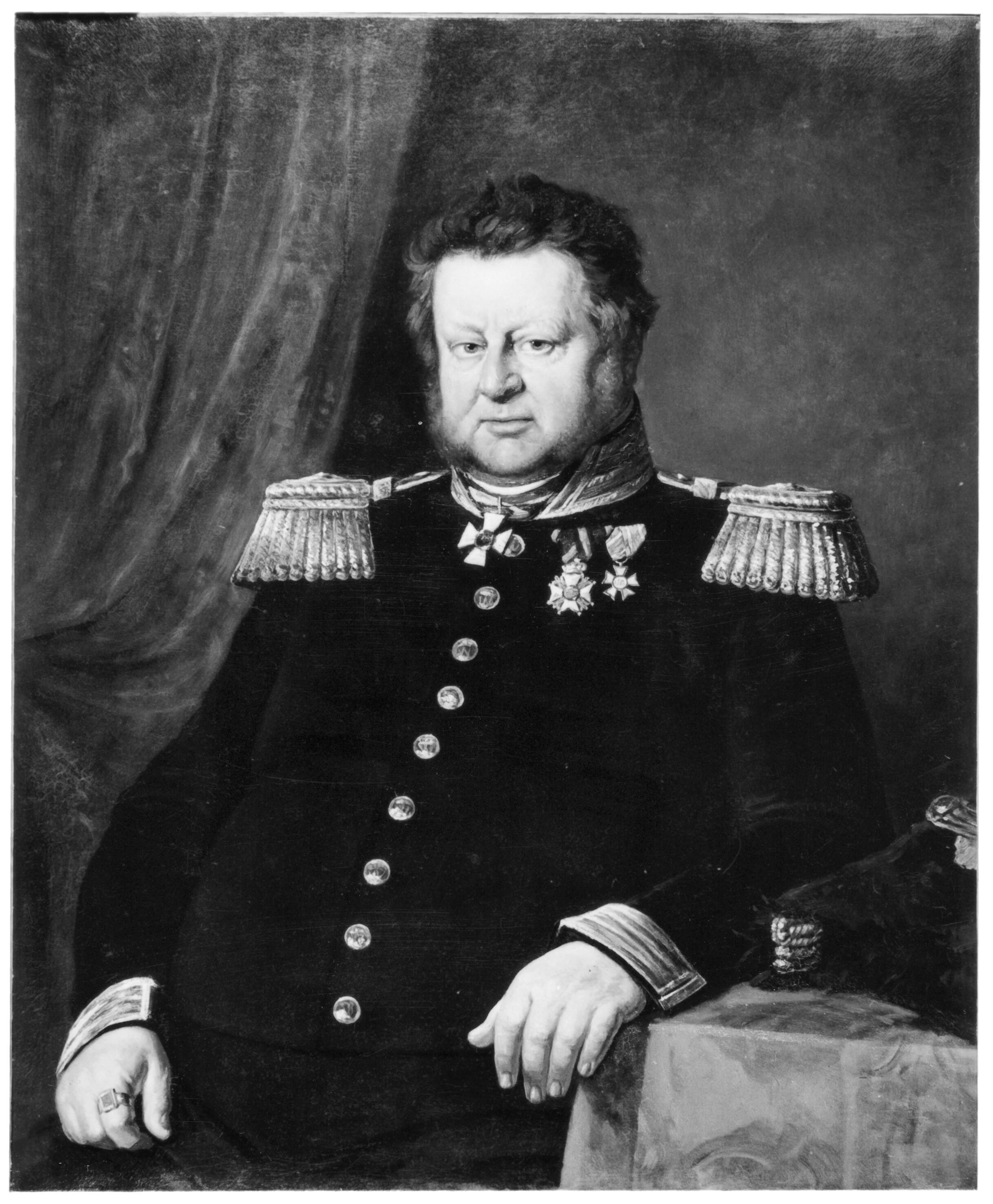
Willem Alberda van Ekenstein (circa 1850/1869)

## Enkele leden

### Alberda van Bloemersma
- Edzard Reint Alberda van Bloemersma (1708-1775), lid van de Raad van State, gedeputeerde bij de Staten-Generaal en lid van de Admiraliteit van Amsterdam
- Edzard Jacob Alberda van Bloemersma (1768-1816), lid van de Raad van State
- Gerhard Horenken Alberda van Bloemersma (1775-1831), lid van de Tweede Kamer

### Alberda van Ekenstein
- Onno Reint Alberda van Ekenstein (1752-1821), lid van de Staten-Generaal en van de Eerste Kamer
- Willem Alberda van Ekenstein (1792-1869)
- Willem Carel Antoon Alberda van Ekenstein (1825-1903), lid van de Eerste Kamer
- jhr. ir. dr. Willem Alberda van Ekenstein (1858-1937), scheikundige en een van de ontdekkers van de Lobry-de-Bruyn-van-Ekenstein-transformatie
- Willem Alberda van Ekenstein (1857-1923), president van de arrondissementsrechtbank in Groningen

### Alberda van Menkema

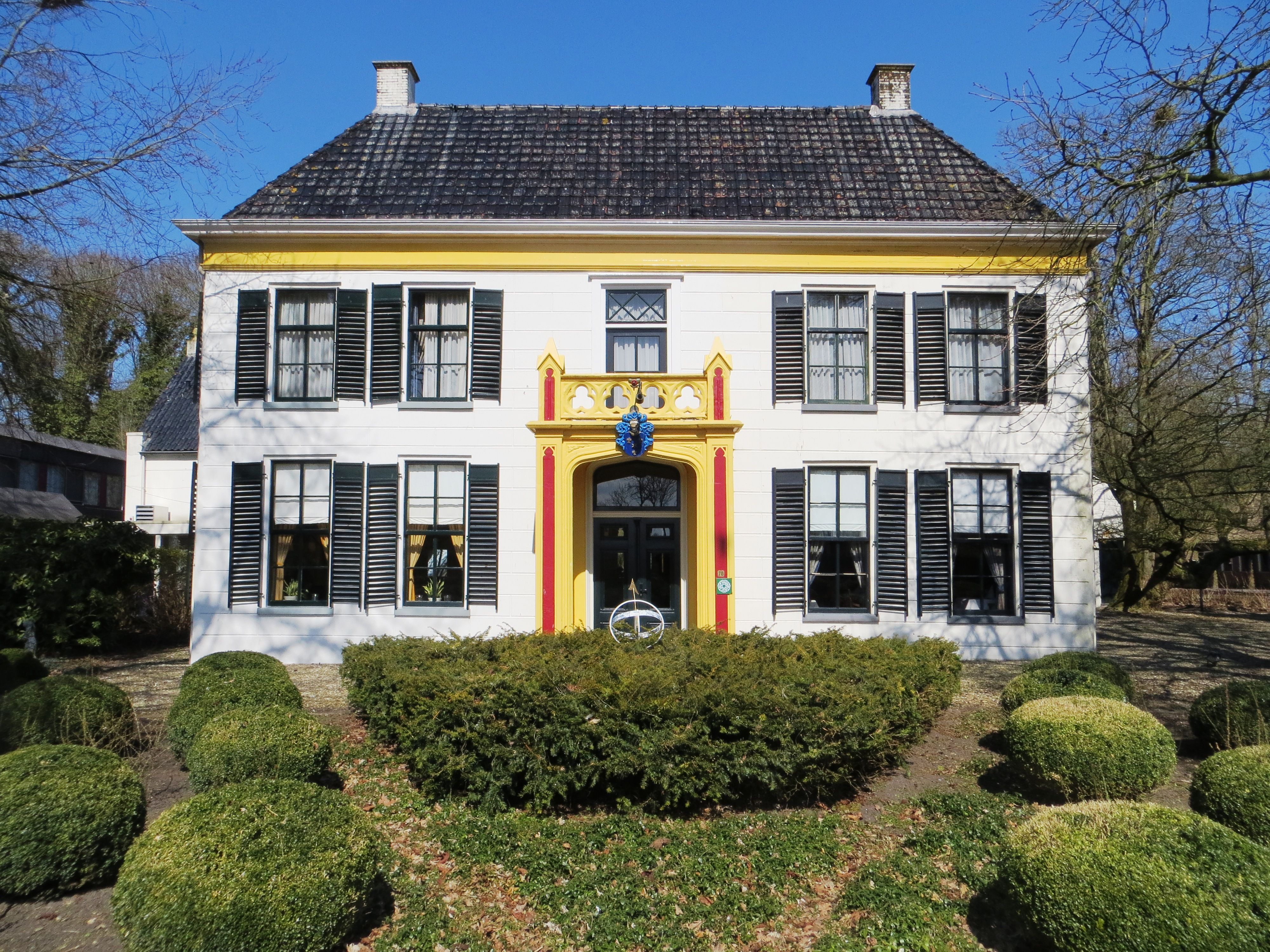
borg Ekenstein anno 2013

- Gerhard Alberda van Menkema (1764-1828), politicus

### Alberda van Rensuma
- Onno Tamminga van Alberda van Rensuma (1669-1743), landbouwer en ondernemer, lid Gedeputeerde Staten van Stad en Ommelanden, afgevaardigde der Staten-Generaal, lid Provinciale Rekenkamer, luitenant van de Hoge Justitiekamer, zijlrechter van Eppenhuizer, eed van de schepperij Zandeweer en curator van de Groningse Hogeschool
  - Mello Alberda van Rensuma (1701-1764), trouwde in 1752 in tweede huwelijk met Anna Christina van Echten
    - Onno Tamminga baron Alberda van Rensuma (1754-1829), lid van de Eerste en Tweede Kamer; verkreeg in 1825 de titel van baron

  - Onno Joost Alberda van Ekenstein (1709-1756), eigenaar van borg Scheltkema-Nijenstein, kocht in 1754 borg Ekenstein
    - Anna Josiena Petronella Alberda van Ekenstein (1749-1826), trouwde in 1780 met jhr. dr. jur. Pieter Rembt Sickinghe (1743-1821), rechter, hoofdman van de Hoge Justitiekamer, baljuw van Hunsingo, voorzitter Ridderschap der Provincie Groningen, lid van het wetgevend lichaam van het Bataafs Gemenebest en de Provinciale Staten van Groningen